# Неа-Іонія (Магнісія)
Неа-Іонія (грец. Νέα Ιωνία) — місто в Греції, в периферії Фессалія, межує із містом Волос.

## Визначні місця
- Стадіон Пантессаліко — олімпійський об'єкт.
- Музей Руху опору в Греції.